# Wörthsee (gemeente)
Wörthsee is een plaats in de Duitse deelstaat Beieren, en maakt deel uit van de Landkreis Starnberg. Wörthsee telt 4.962 inwoners.